# Scambus espinozai
Scambus espinozai är en stekelart som beskrevs av Ian D. Gauld 1991. Scambus espinozai ingår i släktet Scambus och familjen brokparasitsteklar. Inga underarter finns listade i Catalogue of Life.